# Eliminatoria a la Eurocopa Sub-16 1989
La Eliminatoria a la Eurocopa Sub-16 1989 la jugaron 30 selecciones infantiles de Europa con el fin de determinar a los 15 clasificados a la fase final del torneo a disputarse en Dinamarca con el país anfitrión.

## Partidos

### Fase de Grupo
| País    | J | G | E | P | GF | GC | Pts |
| ------- | - | - | - | - | -- | -- | --- |
| Grecia  | 4 | 2 | 1 | 1 | 6  | 4  | 5   |
| Bélgica | 4 | 2 | 0 | 2 | 6  | 6  | 4   |
| Hungría | 4 | 1 | 1 | 2 | 3  | 5  | 3   |

| Equipo 1 | Resultado | Equipo 2 |
| -------- | --------- | -------- |
| Grecia   | 1-0       | Hungría  |
| Hungría  | 2-1       | Bélgica  |
| Bélgica  | 3-2       | Grecia   |
| Grecia   | 2-0       | Bélgica  |
| Bélgica  | 2-0       | Hungría  |
| Hungría  | 1-1       | Grecia   |

### Eliminación Directa
| Equipo 1          | Agr.    | Equipo 2             | Ida | Vuelta |
| ----------------- | ------- | -------------------- | --- | ------ |
| Finlandia         | 0-6     | Escocia              | 0-1 | 0-5    |
| Irlanda del Norte | 1-3     | Alemania Democrática | 0-0 | 1-3    |
| Islandia          | 1-3     | Noruega              | 1-0 | 0-3    |
| Liechtenstein     | 0-13    | Italia               | 0-7 | 0-6    |
| Israel            | 1-3     | Países Bajos         | 1-1 | 0-2    |
| Malta             | 0-7     | Portugal             | 0-1 | 0-6    |
| Chipre            | 1-5     | Yugoslavia           | 1-3 | 0-2    |
| Turquía           | 1-1 (a) | Austria              | 1-1 | 0-0    |
| Suiza             | 1-0     | Irlanda              | 0-0 | 1-0    |
| Luxemburgo        | 2-6     | Francia              | 1-3 | 1-3    |
| Rumania           | 5-2     | Polonia              | 4-0 | 1-2    |
| Suecia            | 2-4     | España               | 2-2 | 0-2    |
| Checoslovaquia    | 0-3     | Bulgaria             | 0-1 | 0-2    |
| Alemania Federal  | 0-3     | Unión Soviética      | 0-1 | 0-2    |